# Stéphane Udry
Stéphane Udry (nacido en 1961 en Sion, Suiza) es un astrónomo de la Universidad de Ginebra en Suiza, cuyo actual trabajo es principalmente la búsqueda de planetas extrasolares. El y su equipo han descubierto recientemente un posible planeta terrestre en la zona de habitabilidad de la estrella enana roja Gliese 581, a unos 20 años luz de distancia en la constelación de Libra.

## Carrera
Udry obtuvo un doctorado en la Universidad de Ginebra en 1992, y pasó dos años en la Universidad de Rutgers en Nueva Jersey. Más tarde, regresó a Ginebra y Udry trabajó con Michel Mayor, el descubridor de 51 Pegasi b, el primer planeta extrasolar encontrado girando alrededor de una estrella de secuencia principal. En 2007, Udry fue nombrado profesor de tiempo completo en la Facultad de Ciencias Naturales de la Universidad de Ginebra. Es miembro de la Unión Astronómica Internacional.

## Investigación
La investigación inicial de Udry se refería a la dinámica de las galaxias. Su trabajo actual se refiere principalmente,a la búsqueda de planetas extrasolares mediante el análisis de las variaciones en la velocidad radial de las estrellas. Hasta el momento, Udry ha participado en el descubrimiento de múltiples planetas extrasolares. Entre ellos se encuentra Gliese 581 c (anunciado el 25 de abril de 2007), quizás el candidato más probable para la  habitabilidad que cualquier otro planeta extrasolar descubierto hasta ahora. El planeta fue descubierto mediante el análisis de datos obtenidos por el Buscador de Planetas por Velocidad Radial de Alta Precisión (HARPS) en el telescopio de 3,6 metros del Observatorio Europeo del Sur en el Observatorio de La Silla en Chile. Fue entrevistado por Mat Kaplan en Radio Planetaria